# Vilhelm af Hessen-Kassel
Vilhelm (tysk: Wilhelm) landgreve og prins af Hessen-Kassel-Rumpenheim (24. december 1787 på Schloss Biebrich i Wiesbaden – 5. september 1867 i København) var en tysk prins, titulær landgreve og dansk officer.

## Forældre
Vilhelm var den ældste søn af titulær landgreve Frederik af Hessen-Kassel-Rumpenheim (1747-1837) og prinsesse Karoline Polyxene af Nassau-Usingen (4. april 1762-17. august 1823).

## Ægteskab
Den 10. november 1810 blev han gift med prinsesse Louise Charlotte af Danmark (1789-1864) på Amalienborg Slot.

## Liv og karriere
Landgreve Vilhelm levede det meste af sit liv i Danmark, hvor han gjorde karriere i den danske hær. Han var guvernør over København fra 1834-1848. Han endte sin karriere som general À la suite.
Han boede i mange år i Prins Wilhelms Palæ og efterfølgende i Brockdorffs palæ på Amalienborg.
Landgreve Vilhelm og hans hustru, landgrevinde Charlotte og deres børn, var i mange år en af Danmarks førende familier, især efter at landgrevinde Charlottes bror, Christian 8. blev konge i 1839.
Landgreven var frimurer. Den 22. februar 1810 blev han optaget i logen Zorobabel og Frederik til det kronede Haab.

## Børn
- Karoline Frederike Marie Vilhelmine , født 1811 i København, død 1829 i København.
- Marie af Hessen-Kassel, født 1814 i København, død 1895, gift med Frederik August af Anhalt-Dessau.
- Louise af Hessen, født 1817, død 1898, gift med Christian 9. af Danmark.
- Frederik Vilhelm af Hessen-Kassel, født 1820, død 1884.
- Augusta af Hessen-Kassel, født i København 1823, død i København 1889, gift med den svensk-danske baron Carl Frederik Blixen-Fineke, der var dansk udenrigsminister i 1859-1860 og fungerende konseilspræsident i februar 1860.
- Sophie, født og død 1827 i København.